# Słonina

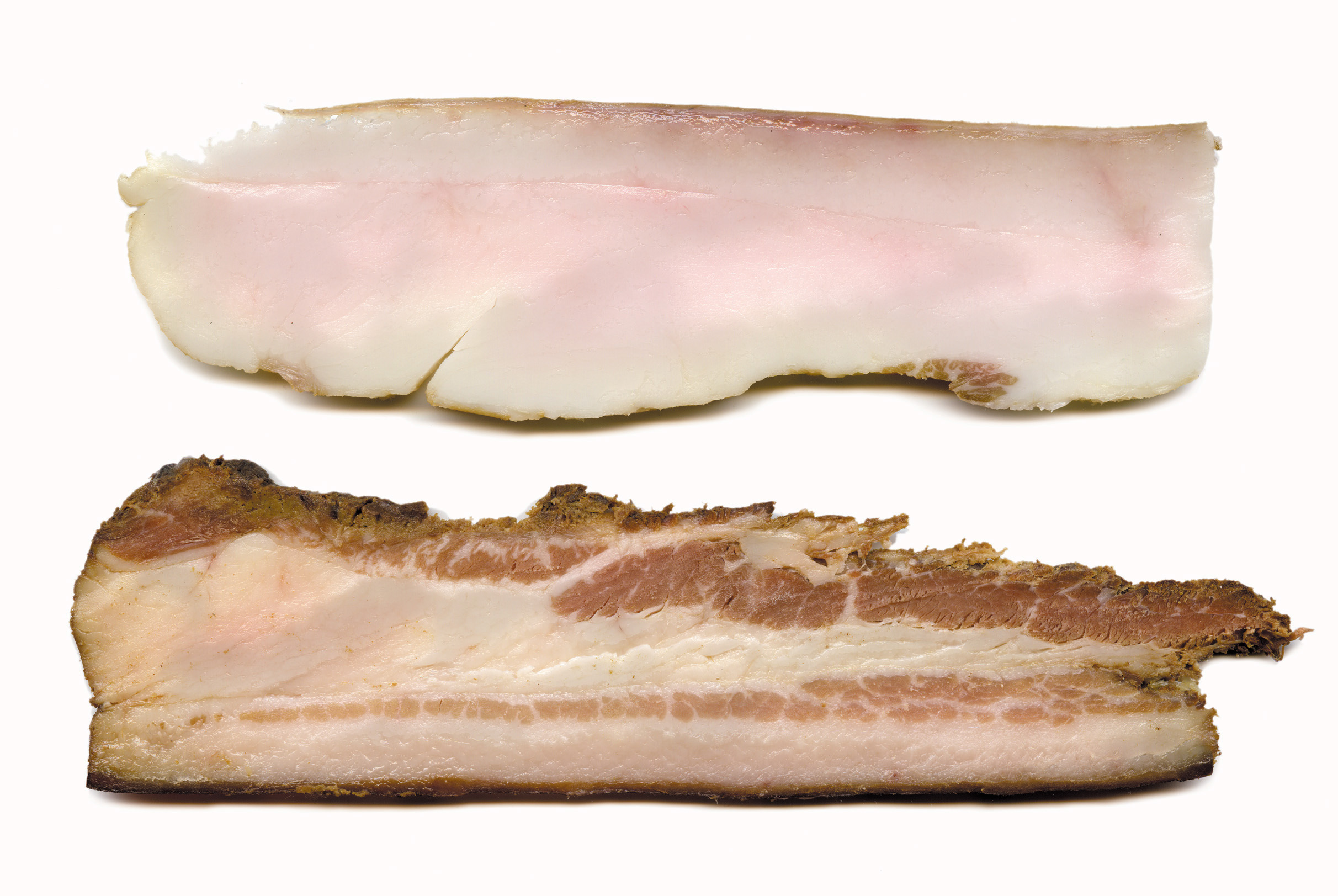
Słonina (na górze) i boczek (na dole)

Słonina – podskórna tkanka tłuszczowa pozyskana z grzbietu, tylnej części tułowia i boków świni ze skórą lub bez. Słonina jest pozyskiwana w postaci płatów lub kawałków. Barwa biała do jasnokremowej. W produkcie spożywczym niedopuszczalne są odłamki kości, oznaki zjełczenia (żółta barwa) i inne zanieczyszczenia. Zapach swoisty dla tłuszczów wieprzowych.
Słonina zawiera 99 mg cholesterolu na 100 g.
Przykładowe formy słoniny:
- słonina surowa – w płatach lub kawałkach do bezpośredniego spożycia lub na przetwory,
- słonina mielona – rozdrobniona na wilku słonina bez skóry,
- słonina solona – słonina surowa zakonserwowana solą kuchenną na sucho,
- słonina wędzona – słonina solona i następnie uwędzona,
- słonina paprykowana – słonina solona, następnie lekko wędzona i paprykowana,
- słonina konserwowa – konserwa pasteryzowana ze słoniny.